# Serveersuggestie

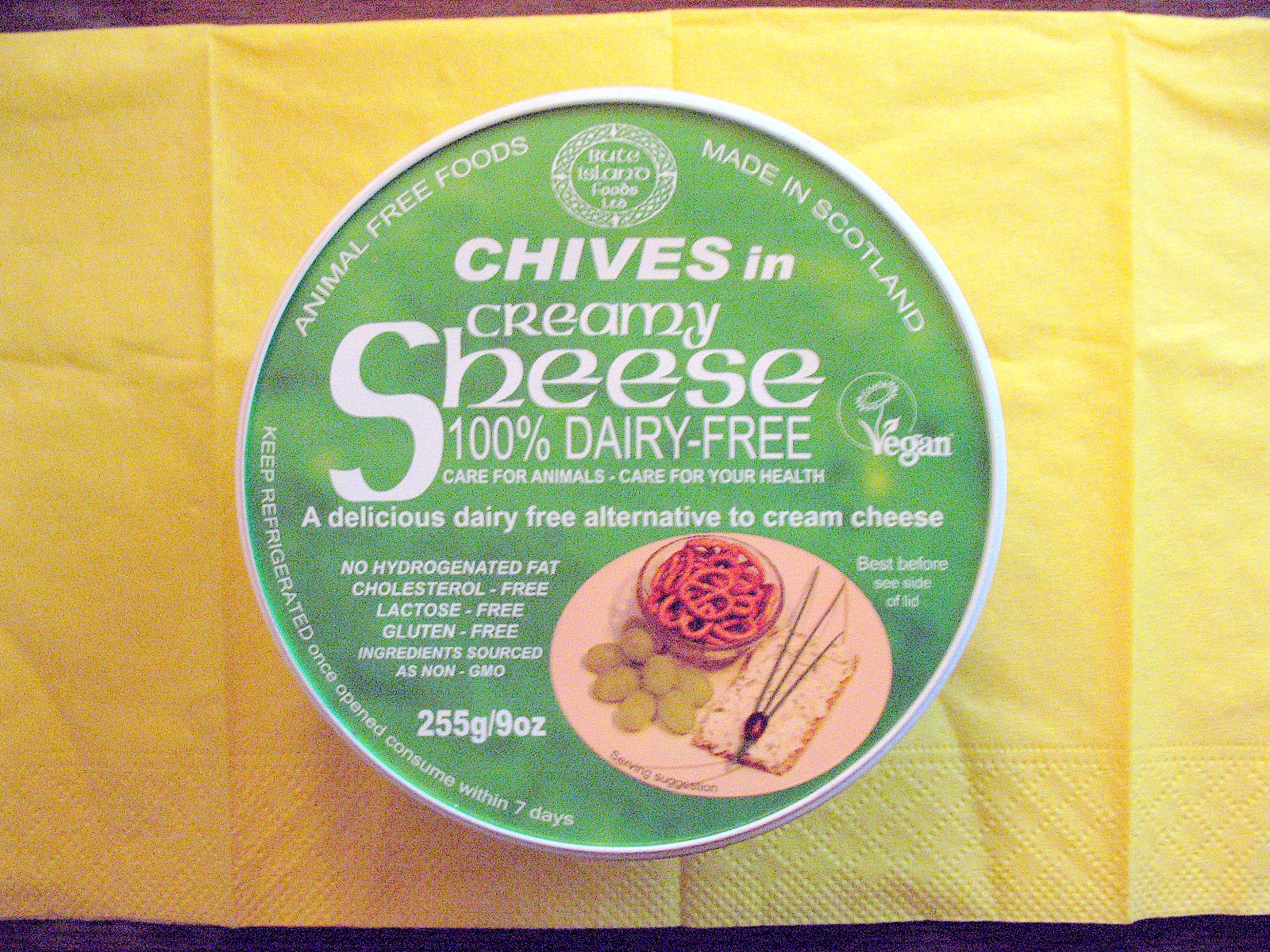
Verpakte sojakaas met de tekst Serving suggestion onder op de afbeelding. De cracker, pretzels en druiven zijn namelijk niet bijgeleverd.

Een serveersuggestie of serveertip is een afbeelding op de verpakking van voedingsmiddelen die een mogelijke manier om het betreffende product op te dienen laat zien.

## Achtergrond
Vaak worden op de afbeelding naast het product zelf ook andere, niet-bijgeleverde voedingsmiddelen getoond. Soms wordt een portie weergegeven die groter is dan de werkelijke inhoud. De fabrikant probeert namelijk het voedsel doorgaans zo te presenteren dat de wervingskracht zo groot mogelijk is. Als hij daarbij de tekst "serveersuggestie" of "serveertip" plaatst, fungeert dit als disclaimer die hem vrijwaart van wettelijke sancties die kunnen voortvloeien uit een verkeerd verwachtingspatroon dat eventueel bij de klant wordt gewekt.  

## Wetgeving
In veel landen is de begeleidende tekst verplicht, om misleiding van de consument te voorkomen. In Nederland is deze tekst sinds 13 december 2014 niet verplicht bij afbeeldingen die niet exact met het verpakte product overeenkomen, mits ze niet misleidend zijn.